# Syllides japonicus
Syllides japonicus är en ringmaskart som beskrevs av Imajima 1966. Syllides japonicus ingår i släktet Syllides och familjen Syllidae. Inga underarter finns listade i Catalogue of Life.